# Пол з Дюни
«Пол із Дюни» (англ. Paul of Dune) — науково-фантастичний роман 2008 року, написаний Браяном Гербертом і Кевіном Дж. Андерсоном, дія якого відбувається у всесвіті «Дюни», створеному Френком Гербертом. Випущена 16 вересня 2008 року, це перша книга в серії «Герої Дюни» та описує події між «Дюною» (1965) і «Месією Дюни» (1969) Френка Герберта, а також між «Дюною» та її приквелом 2001 року «Дюна: Дім Корріно» Браяна Герберта і Кевіна Дж. Андерсона.
Після подій у «Дюні» Пол Атрід контролює надзвичайно важливу планету Арракіс, а отже, і весь Всесвіт. Колишній імператор-падишах Шаддам IV був скинутий і вигнаний, але збирається повернутися до влади. Джихад фрименів в ім'я Пола вирує, оскільки він сам перевіряє точність хроніки його життя, складеної його дружиною, принцесою Ірулан. Пол повертається до своїх спогадів про Війну вбивць, яка розігралася в його молодості, до того, як у «Дюні» його сім'я переїхала в Арракіс.

## Сюжет
Книга поділена на сім розділів, де  чергуються події юності Пола Атріда, події, описані в «Дюні», та ранній період його джихаду фрименів між «Дюною» та «Месією Дюни».

### Юність Пола Атріда
Дванадцятирічний Пол живе на планеті Каладан зі своїми батьками, герцогом Лето Атрідом і своєю наложницею Бене Ґессерит леді Джесікою. Дім Еказ з Еказу і Дім Морітані з Ґруммана втягнуті у ворожнечу, яка тривала кілька поколінь, а союз Атрідів і Еказів має бути оформлений одруженням Лето з донькою ерцгерцога Арманда Еказа Іллесою. На весіллі Лето та його родина уникають спроби вбивства, але Арманд поранений, а Іллеса вбита.
Лето та Арманд очолюють атаку у відповідь на Ґруммана, не розуміючи, що сили Морітані доповнилися військами дому Харконненів, заклятих ворогів Атрідів. Сардаукарські воїни імператора-падишаха також прибувають, щоб запобігти повномасштабній війні. Віконт Хундро Морітані спланував увесь цей наступ як засіб зібрати війська Еказів, Атрідів та імперії та знищити їх за допомогою пристрою Судного дня; план провалюється, оскільки майстер мечів Морітані Гій Рессер виводить пристрій з ладу.

### Джихад Муад'Діба
Після падіння імператора-падишаха Шаддама IV і сходження Пола на імператорський трон сили фрименів Пола вступають у бойові дії на кількох фронтах, борючись із Домами, які відмовляються визнавати правління Атрідів. Вільні нарешті захоплюють Каїтайн, колишню столицю Імперії та рідну планету дому Корріно. Пол руйнує фортецю Шаддама, яка, як він сподівається, надішле повідомлення іншим дисидентським Домам. Він запрошує Вітмора Бладда, колишнього майстра фехтування дому Еказ і друга колишнього наставника Пола Дункана Айдаго, допомогти йому побудувати на Арракісі найвеличнішу цитадель, яку коли-небудь бачив всесвіт. Тим часом за графом Торвальдом, аристократом, який очолює сили повстанців, по всій галактиці переслідують наїб фрименів Стілґар і командос Пола Федакін. В іншому місці колишній помічник Шаддама, вигнаний граф Фенрінг і його дружина Бене Ґессерит Марго виховують свою доньку Марі на Тлейлаксі, навчаючи її як зброю проти Атрідів. Дика жорстокість фрименів штовхає знатніші Доми до альянсу з Торвальдом. Бладд страчений після спроби вбити Пола та залишити свій слід в історії. Стаючи з роками більш черствим і відлюдькуватим, Пол зрештою наказує повністю знищити рідну планету Торвальда після того, як він дізнається, що повстанці планують атаку на Каладан. Марі намагається вбити Пола, але її вбиває молодша сестра Пола Алія. Засмученому Фенрінгу вдається смертельно поранити Пола. Врятований смертоносною Водою Життя, Пол повстає і виганяє Фенрингів, щоб доживати свої дні з Шаддамом, якого вони тепер ненавидять.